# موش کور طلایی گانینگ
موش کور طلایی گانینگ(نام علمی: Neamblysomus gunningi) نام یک گونه از تیره موش کور طلایی است.